# Borgo Medioevale di Torino

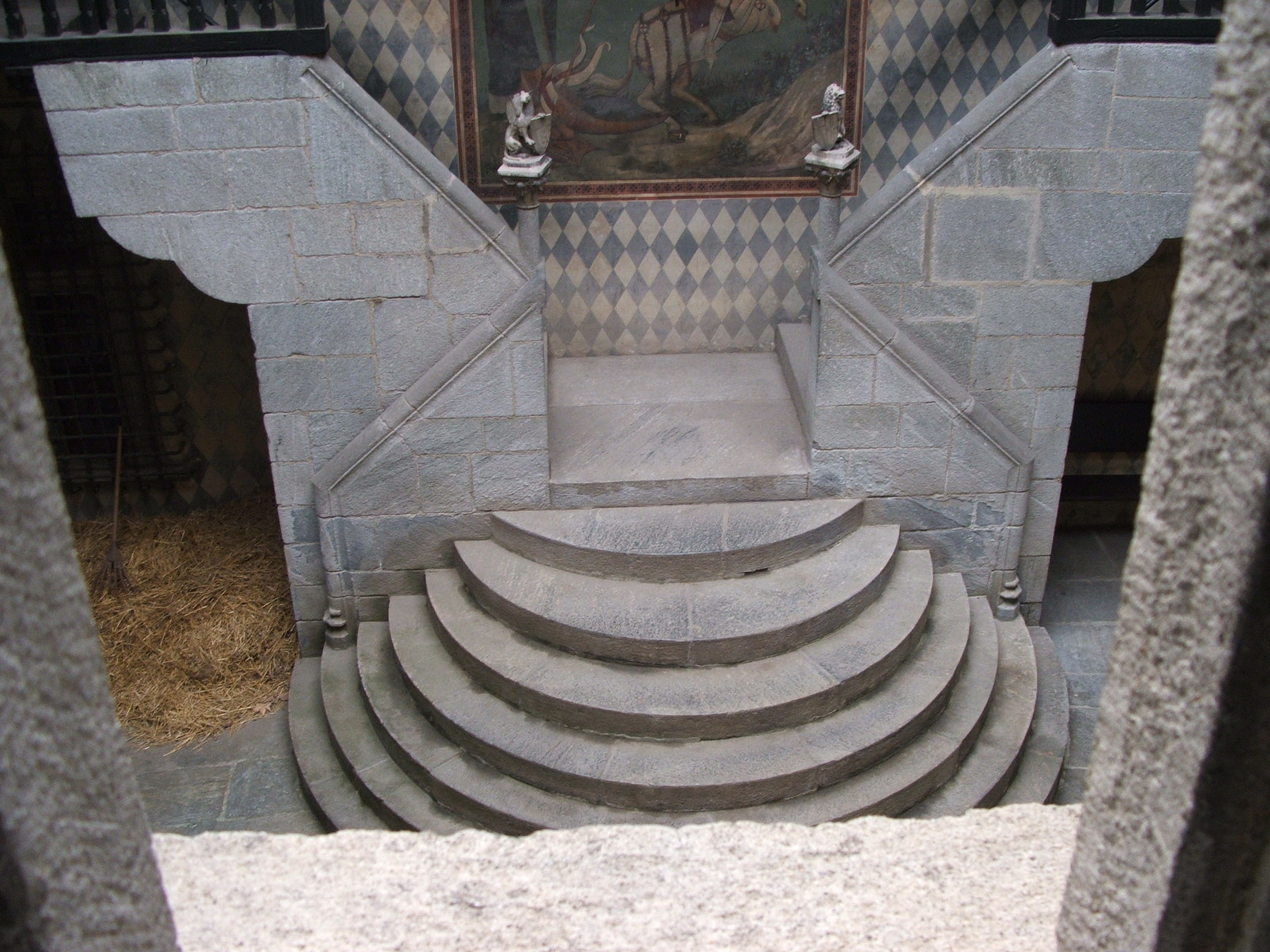
Il cortile della Rocca, replica di quello del castello di Fénis.

Il Borgo Medioevale (o Medievale) di Torino è un complesso eretto in stile medievale in occasione dell'esposizione generale italiana del 1884, svoltasi a Torino.

## Storia
Il borgo è costituito da strutture ricostruite fedelmente riproducendo edifici del XV secolo; all'epoca della costruzione infatti il neomedievalismo aveva grande fortuna anche in campo architettonico. Il complesso sorse all'interno del parco del Valentino come padiglione dell'Esposizione generale italiana che si svolse a Torino dall'aprile al novembre del 1884. Il complesso fu eretto per durare nel tempo a differenza del villaggio dell'Esposizione che, come consuetudine, era stato costruito per ospitare padiglioni temporanei da poi demolire al termine della manifestazione.
Nel 1882 era stata immaginata la costruzione di un padiglione ispirato a vari stili e regioni d’Italia ma il disegno iniziale fu poi sostituito dal progetto del Borgo e della Rocca medievali quando Alfredo d'Andrade, studioso medievalista portoghese esperto di architettura italiana, prese parte ai lavori. La prima pietra fu posata il 6 giugno del 1883; l'inaugurazione del Borgo e della Rocca avvenne il 27 aprile del 1884 presenti il Re d'Italia Umberto I e la Regina Margherita accompagnati da Amedeo Duca d'Aosta e da altri membri della famiglia reale. Durante la cerimonia, allo scopo di rimarcare l'atmosfera medievale del luogo e dei costumi, venne replicato il medesimo cerimoniale adottato il 15 maggio 1469 allorquando il duca Amedeo IX di Savoia e la duchessa Jolanda avevano visitato alcuni loro possedimenti: in quella antica cerimonia erano state consegnate ai Duchi le chiavi del castello e la medesima accoglienza venne fatta a re Umberto e alla Regina ai quali furono consegnate dalla Commissione della sezione Storia dell'Arte le chiavi della Rocca.

## Il Borgo
Il Borgo si erge su un'area quadrilatera di 8.500 mq con il lato lungo che si affaccia sul fiume Po.
Si tratta di una riproduzione alquanto fedele di un tipico borgo quattrocentesco in cui sono ricostruite su un'unica via, detta 'via maestra': case, chiese, piazze, fontane e decorazioni dell'epoca; il borgo è circondato da mura e fortificazioni e sovrastato da una Rocca. Vi si accede da Viale Virgilio attraverso una torre-porta con ponte levatoio, da Viale Enrico Millo all'altezza dell'imbarco per il battello dalla scalinata della porta di Rivoli e sempre da Viale Enrico Millo dal passo carraio vicino all'ingresso dell' Ex-ristorante San Giorgio. 
All'ingresso del Borgo si trova la piazzetta col forno, in cui è situata una fontana realizzata sul modello tipico della Valle di Susa. L’unico elemento che realmente appartiene al XV secolo è invece il pozzo, nel cortile di Avigliana, mentre nel 1928, nella piazza più grande fu collocata una fontana sulla quale si erge un albero di melograno in ferro battuto. All'interno del Borgo è possibile trovare 500 stemmi, alcuni dei quali si ripetono più di una volta, rappresentativi di famiglie quali i Savoia, i Challant, i Monferrato e i Saluzzo.
Nel borgo sono inoltre presenti sin dal 1884 botteghe artigianali. Nel 1884 il borgo ospitava le botteghe del vasaio, della tessitrice, dello speziale, del falegname e del fabbro. Di quest’ultime, sono ancora attive solo quella del fabbro e dello stampatore.
Una visita guidata illustrata è presentata in dettaglio nel catalogo dell'Esposizione universale sezione Storia dell'Arte.

## La Rocca

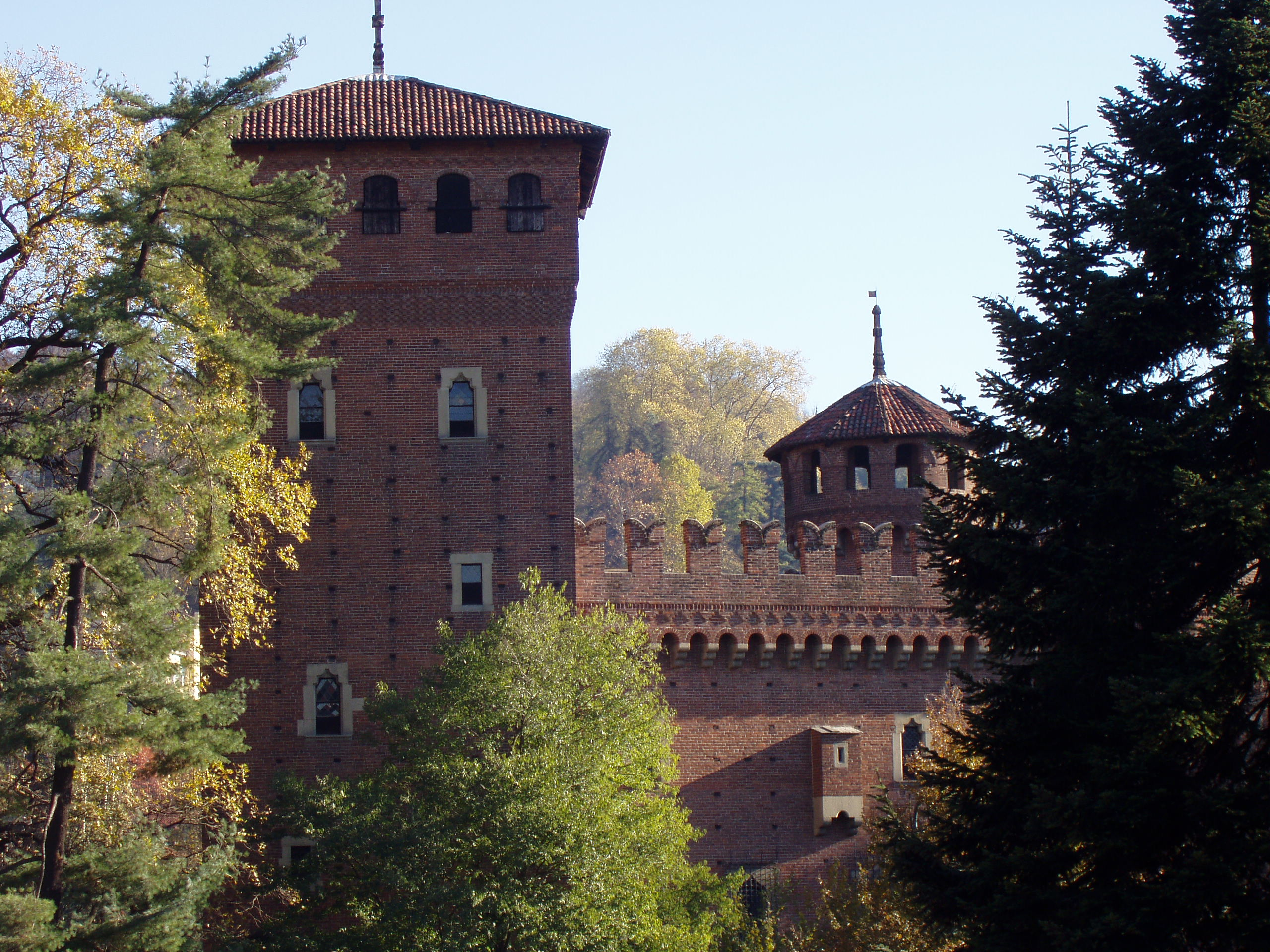
Veduta con la torre

La Rocca è ispirata all'architettura tipica di castelli piemontesi e valdostani fra i quali i castelli di Fénis, di Verrès, d'Ivrea e di Montalto ed è costituita da quattro piani: il piano interrato che ospita le prigioni; il piano terra l'ingresso, l'atrio, il cortile, il camerone dei soldati, le cucine (dei servi e dei nobili) e la sala da pranzo; il primo piano ospita la camera del guardiano che controllava l'accesso alla rocca, l'antisala baronale, la sala baronale (copia della sala degli Spagnoli del castello della Manta di Saluzzo), la camera da letto ispirata alla camera del re di Francia del castello di Issogne, l'oratorio, la camera della Damigella, e la cappella.
All'interno della Rocca, l’attrezzatura e gli arredi furono riprodotti minuziosamente a fingere la presenza di una famiglia che l'abitasse. Se il Borgo aveva lo scopo di ricreare l'atmosfera suggestiva di un villaggio medievale, la Rocca, invece, aveva una funzione più espositiva. Nel Catalogo creato nel 1884 dal Comitato, settanta pagine erano dedicate alla descrizione di ogni singolo elemento presente all'interno della rocca, dai tessuti e le decorazioni, fino alle ceramiche.

## Progettisti e consulenti
Il Borgo fu realizzato fra il 1882 e 1884 da un gruppo di artisti e intellettuali coordinati dall'architetto portoghese Alfredo d'Andrade. 
Fecero parte della Commissione della sezione Storia dell'arte dell'Esposizione generale italiana di Torino del 1884, che si occupò della realizzazione del Borgo: Vittorio Avondo, Riccardo Brayda, Ernesto Balbo Bertone di Sambuy, Edoardo Calandra, Giuseppe Giacosa, Alberto Maso Gilli, Carlo Nigra, Federico Pastoris, Casimiro Teja, Pietro Vayra, Giuseppe Rollini, Pucci-Baudana, Germano.

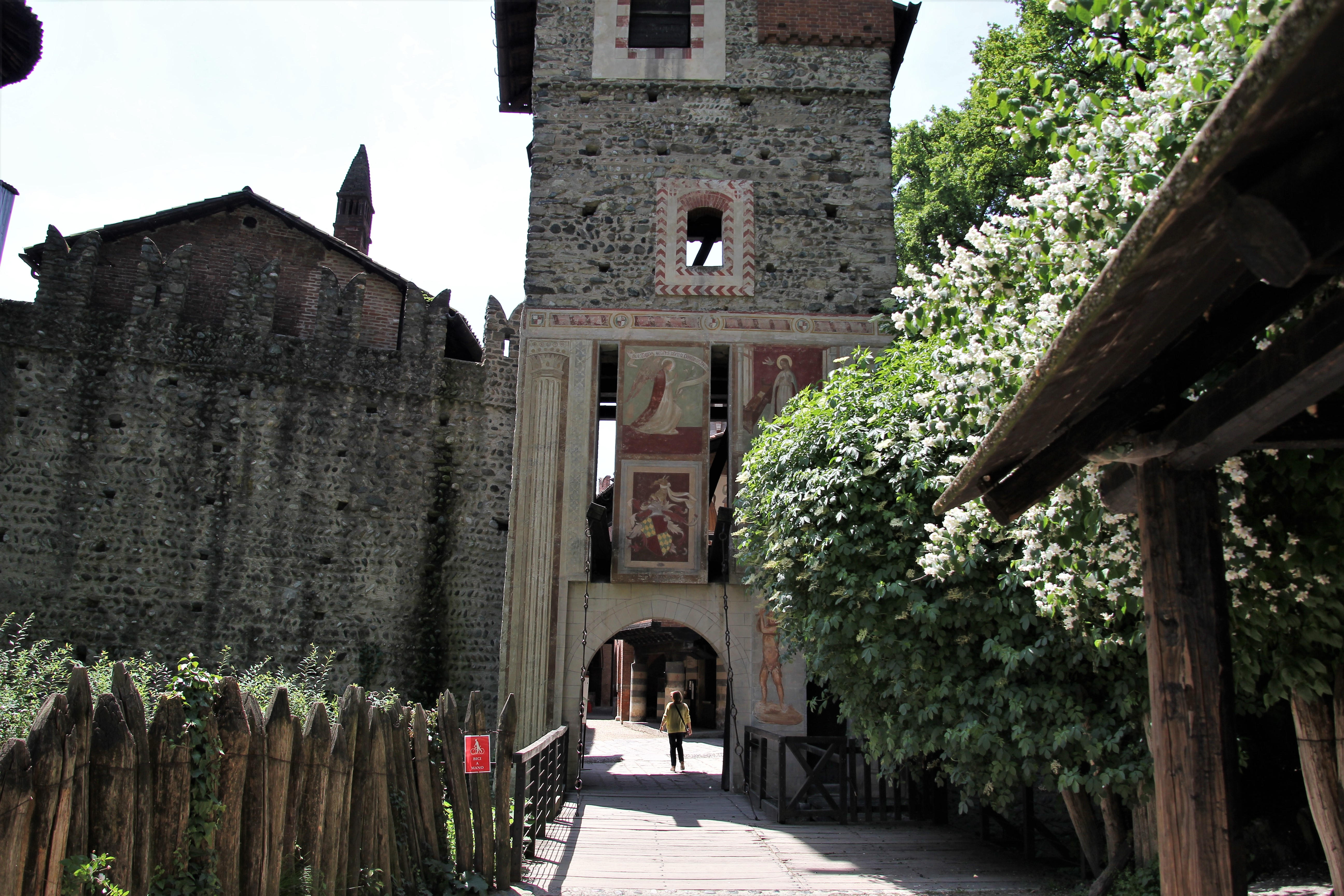
L'ingresso

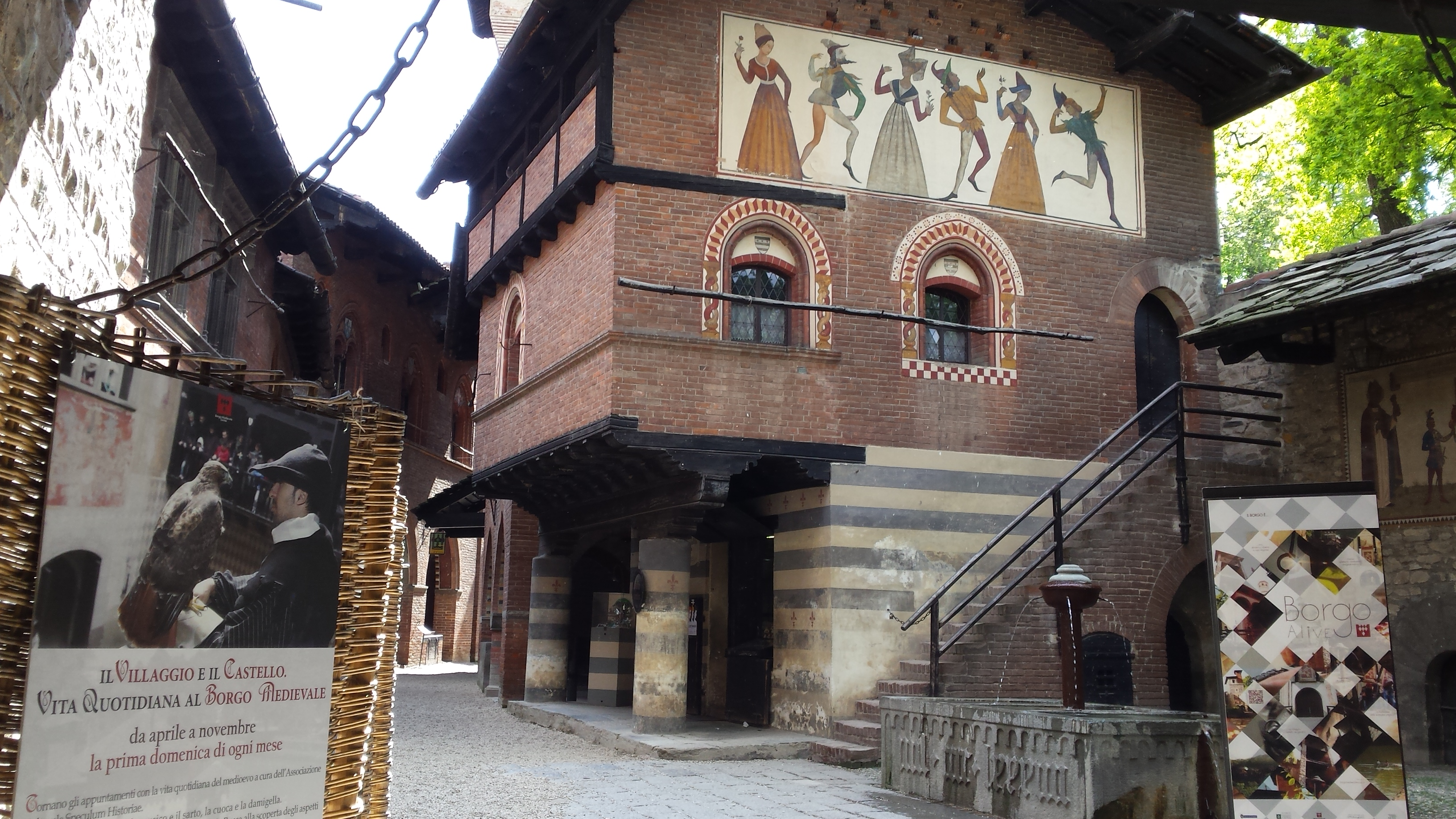
Borgo medioevale di Torino

Nel 1961 nell'ambito delle celebrazioni del centenario dell'Unità d'Italia, fu realizzata una nuova illuminazione del Borgo Medievale, su progetto dell'ing. Guido Chiarelli.

## Modelli
La costruzione del borgo e della rocca è ispirata a numerosi castelli del Piemonte e della Valle d'Aosta.
Il cortile della Rocca è una copia fedele del castello di Fénis.

La fontana del melograno è copiata dal castello di Issogne e la chiesa del borgo dalla chiesa di Avigliana.

La linea di difesa è quella del castello di Verrès. La sala da pranzo è ispirata a quella del castello di Strambino, l'anticamera baronale e la gran sala affreschi sono come nel castello della Manta, e quella nuziale è ricalcata sul tipo del castello di Challant, con il mistico motto "FERT" spiccante nell'azzurro della stanza.
Altri modelli utilizzati nel Borgo sono:
- il palazzo Serralunga presso Alba
- casa Aschieri e la locanda della Croce Bianca presso Bussoleno
- la casa di via Borgo Vecchio detta "del Gran Bastardo" di Carignano
- la casa dei Villa presso Chieri
- la chiesa di San Giovanni Battista e il portico di via Vittorio Emanuele presso Cirié
- la casa di re Arduino presso Cuorgnè
- il castello di Ivrea
- la casa dei Bressani di Mondovì
- il castello di Montalto Dora
- la torre-porta del Ricetto di Oglianico
- la fontana di Salbertrand
- il castello di Ozegna
- il castello di Pavone Canavese
- il palazzo del Senato presso Pinerolo
- la parrocchiale dei SS. Vito e Modesto e la chiesa della Confraternita di Piossasco
- il castello di Malgrà presso Rivarolo Canavese (per le pitture murali esterne)
- Fontana presente all'ingresso della Rocca Medievale all'interno del Parco del Valentino di Torino  (replica della fontana di Salbertrand, Valle di Susa)la precettorìa di Sant'Antonio di Ranverso

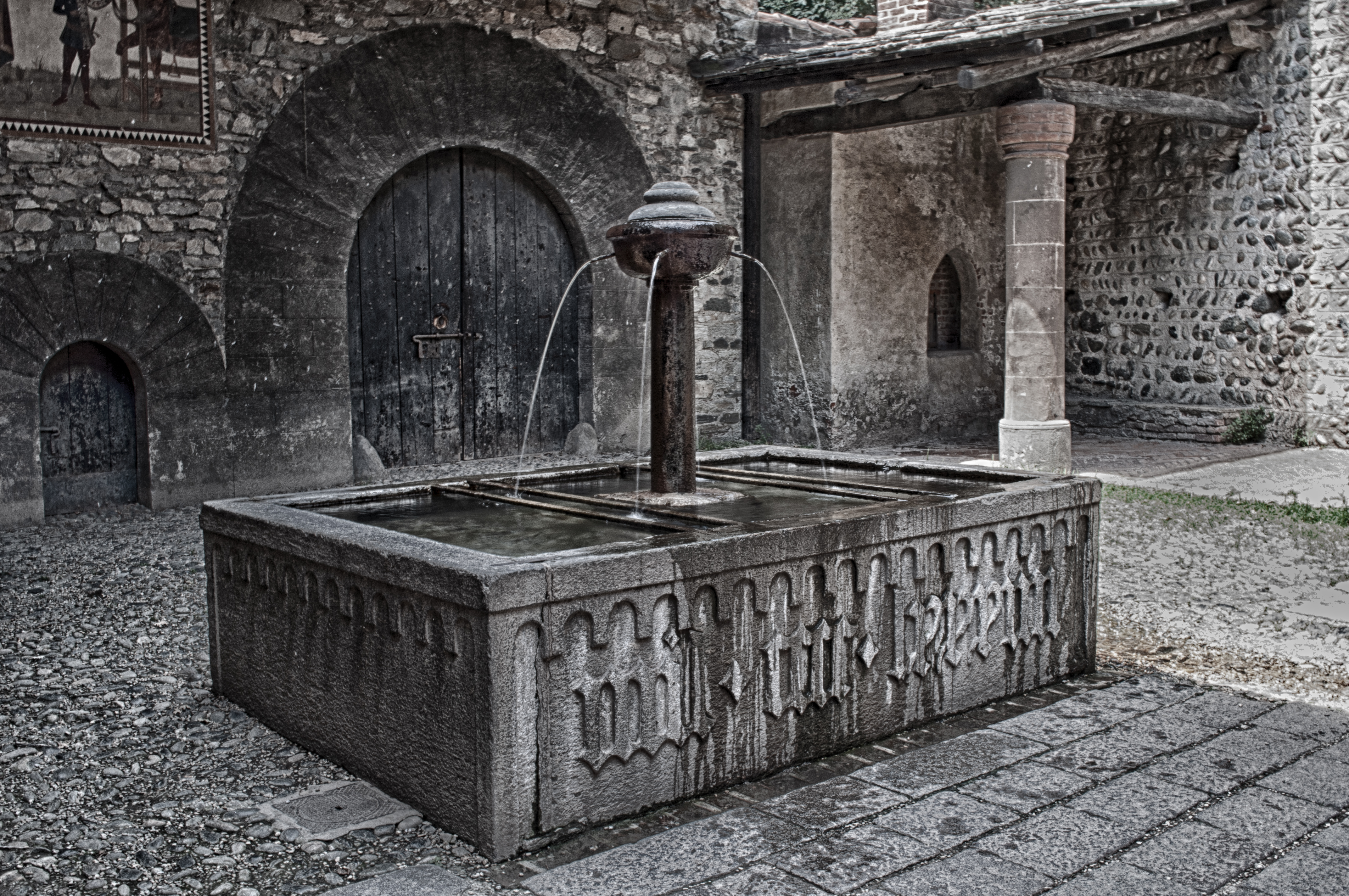
Fontana presente all'ingresso della Rocca Medievale all'interno del Parco del Valentino di Torino (replica della fontana di Salbertrand, Valle di Susa)

- la chiesa di San Giorgio presso Valperga

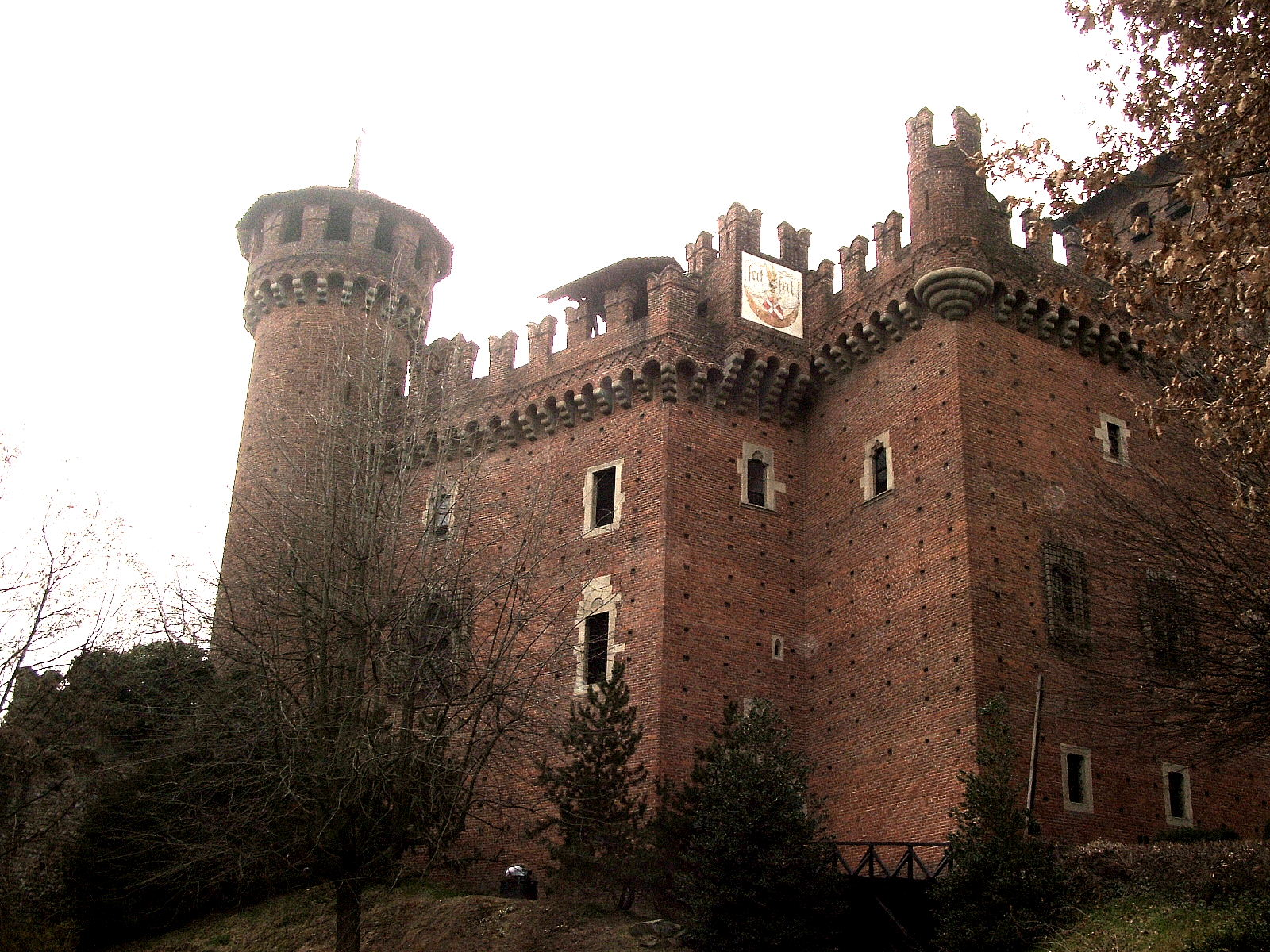
La Rocca Medievale

- il castello di Challant
- Torre d'Alba